# Houbeizhuang
Houbeizhuang (kinesiska: 堠北庄, 堠北庄镇) är en köping i Kina. Den ligger i provinsen Shanxi, i den norra delen av landet, omkring 190 kilometer söder om provinshuvudstaden Taiyuan. Antalet invånare är 41 006. Befolkningen består av 20 264 kvinnor och 20 742 män. Barn under 15 år utgör 19,0 %, vuxna 15-64 år 75 %, och äldre över 65 år 5,0 %.
Genomsnittlig årsnederbörd är 707 millimeter. Den regnigaste månaden är juli, med i genomsnitt 229 mm nederbörd, och den torraste är december, med 5 mm nederbörd.